# Abbiategrasso Football Club 1927-1928
Questa pagina raccoglie le informazioni riguardanti l'Abbiategrasso Football Club nelle competizioni ufficiali della stagione 1927-1928.

## Rosa
| N. |                   | Ruolo | Calciatore          |
| -- | ----------------- | ----- | ------------------- |
|    | Italia (bandiera) | D     | Arioli              |
|    | Italia (bandiera) | A     | Silvio Biffignandi  |
|    | Italia (bandiera) | D     | Vincenzo Bonora     |
|    | Italia (bandiera) | A     | Costantino Castoldi |
|    | Italia (bandiera) | D     | Paolo Colombo       |
|    | Italia (bandiera) | C     | Cesare Costa        |
|    | Italia (bandiera) | C     | Fornaroli           |
|    | Italia (bandiera) | D     | Piero Maestri       |

| N. |                   | Ruolo | Calciatore          |
| -- | ----------------- | ----- | ------------------- |
|    | Italia (bandiera) | C     | Arduino Marchetti   |
|    | Italia (bandiera) | A     | Attilio Massironi   |
|    | Italia (bandiera) | P     | Erminio Moro        |
|    | Italia (bandiera) | D     | Giovanni Percivaldi |
|    | Italia (bandiera) | A     | Perfetti            |
|    | Italia (bandiera) | C     | Livio Rainoldi      |
|    | Italia (bandiera) | A     | Angelo Sesia        |